# Marquisat de Daroca

Couronne marquisale espagnole.

Le marquisat de Daroca est un titre nobiliaire espagnol créé le 1er décembre 2011 par le roi d'Espagne Juan Carlos Ier, et attribué à Ángel Antonio Mingote Barrachina.
La dénomination de la dignité nobiliaire fait référence à la commune de Daroca, lieu d'origine de la famille paternelle de son premier titulaire, Ángel Antonio Mingote Barrachina.

## Titulaires
| I  | Ángel Antonio Mingote Barrachina | 2011-2012             |
| II | Pablo Mingote Fernández          | 2015-actuel titulaire |